# Francesco Noletti

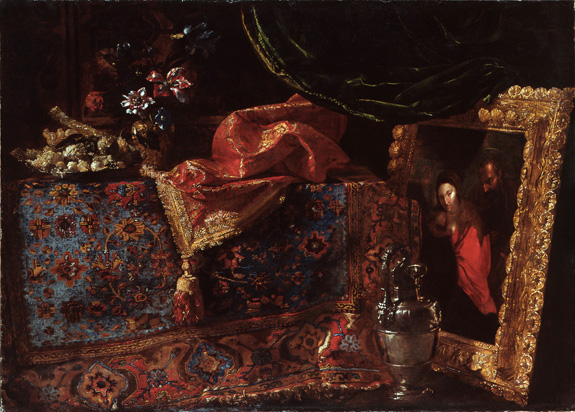
Bodegón con jarra de plata, alfombra turca y lienzo de la Sagrada Familia, óleo sobre lienzo, 124 x 173,6 cm, Museo de Bellas Artes de Bilbao.

Francesco Noletti, llamado il Maltese (La Valeta? c. 1611-Roma, 1654) fue un pintor barroco italiano, nacido como indica su sobrenombre, en Malta y especializado en la pintura de bodegones.
Los bodegones de Noletti han estado atribuidos al llamado Francesco Fieravino o Fioravanti, confusa creación del siglo XVIII, hasta que, a comienzos de los años 2000, se descubrió su verdadera identidad a partir de un retrato anónimo conservado en la Fundación de Estudios Internacionales de La Valeta, en el edificio de la antigua universidad. De su biografía consta que hacia 1640 o algo antes se estableció en Roma, donde contrajo matrimonio y colaboró con Andrea Sacchi, y allí falleció el 4 de diciembre de 1654. La partida de defunción lo calificaba como «pittore celebre».

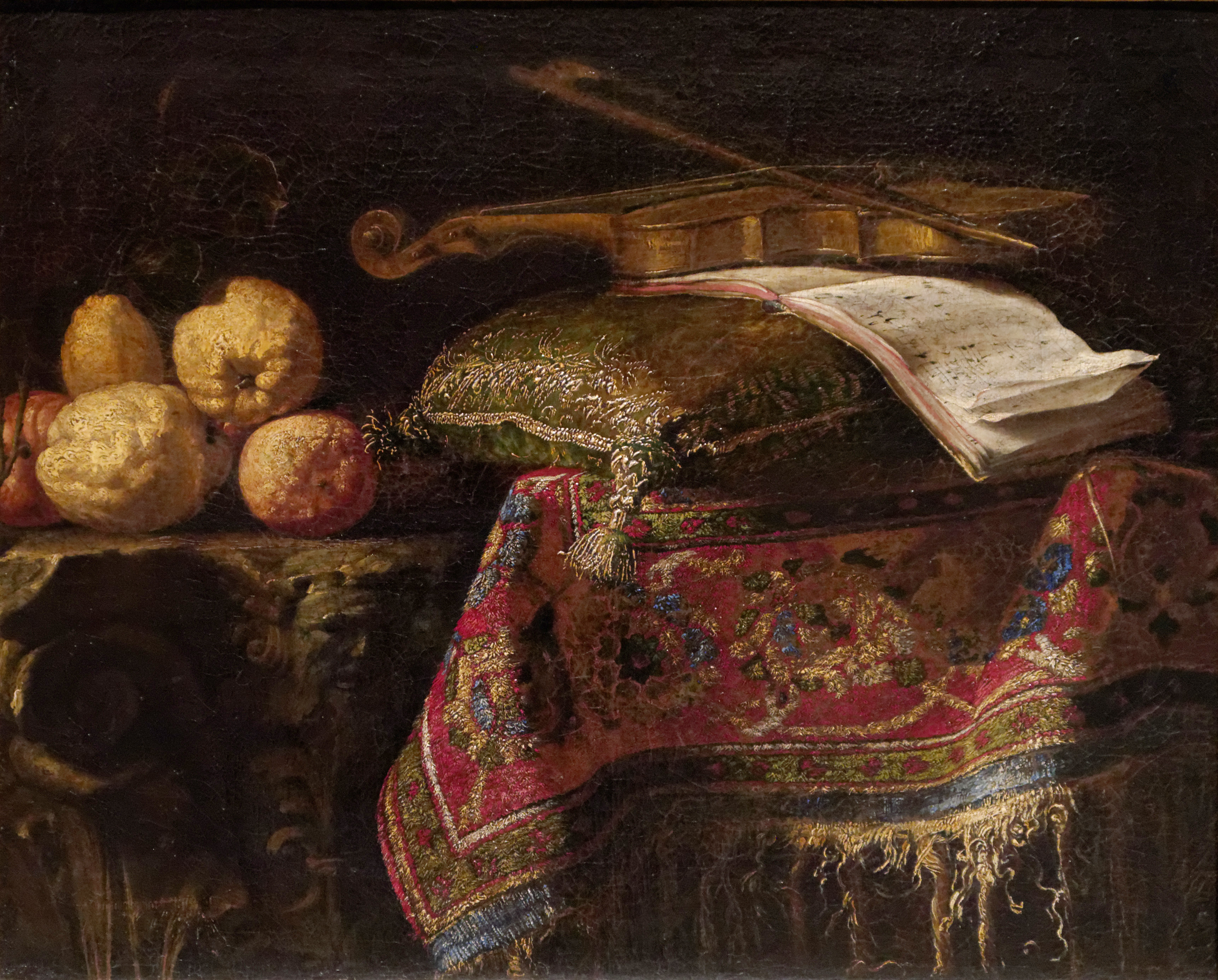
Naturaleza muerta: cítricos y violín, óleo sobre lienzo, 72 x 93 cm, París, Museo del Louvre. Atribuido en el museo a Francesco Fieravino y anteriormente a Antonio de Pereda.

Famoso ya en vida, aunque su apellido pronto se olvidó, fue elogiosamente citado, siempre por su sobrenombre, por Cornelis de Bie y Joachim von Sandrart y más tarde también por Joshua Reynolds, entre varios otros.
A falta de obras firmadas, dos grabados publicados en 1703 por Jacobus Coelemans sobre pinturas del maltés, titulados Omnis salus in ferro est y Quaedam sensum instrumenta, han servido de base para fijar su estilo, en el que algunos elementos se repiten. Sus ricos bodegones se caracterizan por la presencia de alfombras turcas, tapicerías y cortinas cubriendo las mesas y repisas sobre las que reposan piezas de vajilla, flores y frutas caprichosamente dispuestas junto a algún objeto precioso, instrumentos musicales y cuadros o espejos enmarcados. Tres bodegones, identificados ya como obra de «il Maltese» por Alfonso E. Pérez Sánchez, se conservan en el Museo de Bellas Artes de Bilbao en el que ingresaron en la década de 1920 con atribuciones  a Antonio de Pereda y a Pieter Boel.